# Тугрулхан Ердемір
Тугрулхан Ердемір (тур. Tuğrulhan Erdemir; 3 січня 1999) — турецький боксер, призер чемпіонату Європи і Європейських ігор.

## Аматорська кар'єра
2015 року став чемпіоном світу серед юніорів. 2016 року став чемпіоном світу серед молоді. 2017 року став чемпіоном Європи серед молоді.
2018 року завоював золоту медаль на Середземноморських іграх.
На Європейських іграх 2019 в категорії до 64 кг здобув дві перемоги, а у чвертьфіналі програв Енріко Лакрусу (Нідерланди). На чемпіонаті світу 2019 програв у другому бою.
На чемпіонаті Європи 2022 в категорії до 67 кг програв у першому бою Александру Парасківу (Молдова).
На чемпіонаті світу 2023 в категорії до 71 кг програв у другому бою Макан-Ві Траоре (Франція).
На Європейських іграх 2023 здобув три перемоги над Давроном Бозоровим (Молдова), Юрієм Захарєєвим (Україна) і Магомедом Шахідовим (Німеччина), не вийшов на бій у півфіналі проти Ніколая Тертеряна (Данія) і отримав бронзову медаль.
На чемпіонаті Європи 2024 завоював бронзову медаль.
- В 1/16 фіналу переміг Габріеля Гвіді Ронтані (Італія) — 4-3
- В 1/8 фіналу переміг Макан-Ві Траоре (Франція) — 5-0
- У чвертьфіналі переміг Албана Бекірі (Албанія) — 5-0
- У півфіналі програв Ескерхану Мадієву (Грузія) — 0-5